# B3 (증권거래소)
B3(포르투갈어: Brasil, Bolsa, Balcão)는 브라질 상파울루의 증권거래소이다.